# Парк Белинского
Парк Бели́нского (Центральный парк культуры и отдыха им. В. Г. Белинского) — парк в городе Пензе площадью 370 га, один из старейших парков России.

## История

### Дореволюционная
Парк возник после того, как в 1821 году вышел указ императора Александра I «Об устроении городов», которым предписывалось в каждом губернском городе иметь публичный сад. Во исполнение указа пензенский губернатор Ф. П. Лубяновский привлек учёного садовода из Пензенского казённого училища садоводства Эрнста Магзига, который ещё в 1820 году прибыл из Германии. Для устройства парка был выбран участок примыкающего к городу леса, известного со времени основания Пензы под названием Шипин-бора. Лубяновский своим распоряжением передал его в собственность города и предложил гласным городской думы организовать расчистку леса для устройства прогулочных аллей, скамеек и беседок для отдыха, хозяйственных построек. На благоустройство парка в 1821—1836 гг. было израсходовано почти 15 тыс. руб., выделявшихся из городского бюджета.
Первоначально парк назывался «Публичный сад», затем «Верхнее гулянье», а после того, как в 1875 г. на территории парка был построен Летний театр, в народе бытовало название «Летний».

### Известные люди
В разные годы в парке бывали: император Александр I (1824), император Николай I (1836), будущий император Александр II (1837); поэты, писатели, учёные, общественные и государственные деятели: В. А. Жуковский, П. И. Сумароков, В. В. Маяковский, В. В. Каменский, А. Н. Будищев, И .И. Лажечников, М. Ю. Лермонтов, М. Н. Загоскин, В. Г. Белинский, Д. В. Давыдов, М. Е. Салтыков-Щедрин, А. Г. Малышкин, Н. И. Замойский, Ф. И. Буслаев, И. И. Спрыгин, В. А. Магницкий, М. Г. Попов, Е. П. Коровин, В. В. Попов, Н. И. Лобачевский, И. Н. Ульянов, В. О. Ключевский, К. А. Савицкий, Н. Н. Бурденко и др.
В 1911 г. в связи со 100-летием со дня рождения В. Г. Белинского парку было присвоено имя В. Г. Белинского, в нём был установлен памятник Белинскому и мемориальные ворота с барельефом великого критика-гуманиста.

### После 1917 года
В 1958 г. за высокие показатели в работе по культурному обслуживанию населения парк признан победителем Всероссийского смотра работы культурно-просветительных учреждений. В 1962 году за достижения в организации культурного досуга и развитии материально-технической базы паркового хозяйства парк удостоен Диплома Министерства культуры РСФСР и получил звание «Лучший парк культуры и отдыха РСФСР».
Огромный вклад в развитие парка внёс с 1969 по 2000 г. занимавший пост его директора И. Д. Балалаев, автор целого ряда статей и книг о парке. Большое внимание развитию парка им. Белинского уделяли руководители города и области — А. Е. Щербаков, Г. В. Мясников, директора ряда пензенских предприятий, выделявшие для благоустройства парка средства, материалы, рабочую силу.
В 1975 г. парк расширен до 370 га за счёт прилегающего лесопарка. В парке была построена туристическая тропа («Тропа здоровья»), благоустроена Олимпийская аллея, ставшая не только местом тренировки спортсменов, но и излюбленным местом прогулок горожан всех возрастов. Число посетителей достигло почти 2 миллионов человек в год.
Так называемый «прилегающий лесопарк» был разбит Эрнстом Магзигом на месте пустоши («засечной поляны»). Лесозащитную службу в нём несли сторожа на двух кордонах вдоль дороги из Пензы в Училище садоводства, носивших название Первая и Вторая будки. 
В лесопарке Магзига была устроена первая в городе добыча чистой воды. В начале августа 1892 года, 127 лет назад, в Пензе началась прокладка временного водопровода с деревянными трубами от «коренного» колодца возле бегового ипподрома до верхних кварталов улицы Садовой (ныне Лермонтова). В то время, из-за постоянных засух в течение нескольких лет, верхняя часть Пензы испытывала «крайний недостаток воды». 
Тогда же была сооружена и загадочная «железнодорожная» водонапорная башня из красного кирпича в лесной части Западной Поляны (на территории казённого леса), примерно в 5 метрах от его границы с ипподромом (ныне улицей Попова). Пензенский новатор и краевед-археолог Мотовилов предлагал директору парка Балалаеву передать её для реставрации и разместить там пункт конструирования новой радиоэлектронной техники. Однако в 1992-м башня была передана пензенским «скалолазам». Скалодром из башни не получился, а остатки памятника истории инженерной архитектуры Пензы разобрали на кирпичи. Такая же судьба постигла и скульптурную композицию садового бассейна «Девушка с кувшином» напротив больницы Бурденко по улице Садовой. Бассейн являлся частью уникальной водопроводной сети 19-го века, девушка-нимфа — образ Хозяйки вод. 

## Структура парка

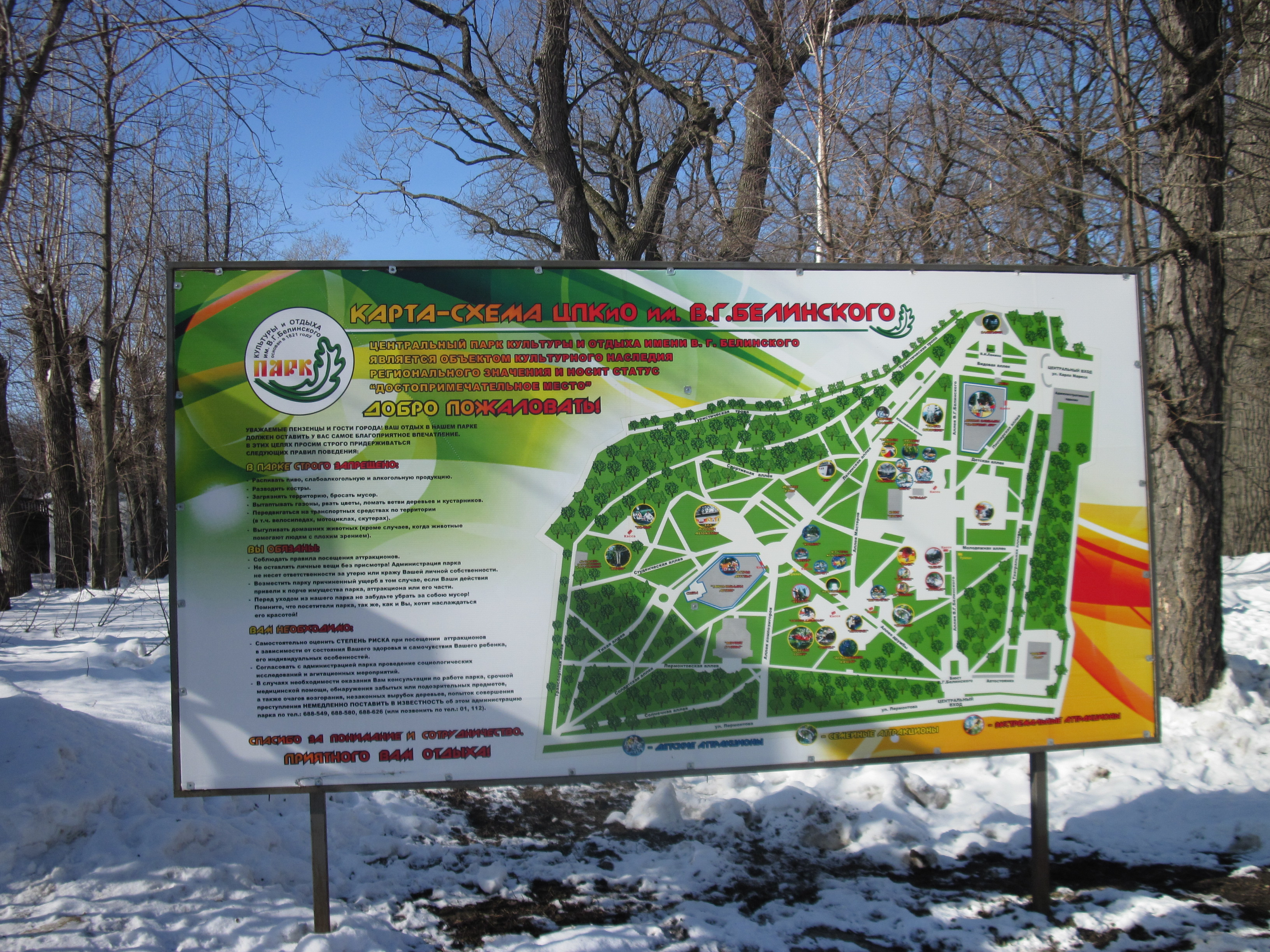
План парка

Основным принципом планировки парка стал пейзажный стиль, основанный на природном ландшафте естественной среднерусской дубравы. Наряду с дубом в парке растут липа, клён остролистный, вяз, ясень обыкновенный, берёза, осина и кустарники: лещина, бересклет бородавчатый и жимолость. Отдельные деревья имеют возраст более 300 лет — это уникальные памятники природы. Композиционным центром парка является вершина Боевой (быв. Поповой) горы; с находящегося здесь колеса обозрения открывается прекрасная панорама городских кварталов и окрестностей Пензы.
В парке имеются (по состоянию на лето 2015 г.):
- аттракционы для посетителей всех возрастов
- «верёвочный парк»
- танцплощадки под открытым небом
- уникальный терренкур — Тропа здоровья, протянувшаяся среди лесопарка на несколько километров, опоясывая самую живописную часть города
- два родника
- планетарий
- «домик на дереве»
- канатная дорога, связывавшая парк с Центральной площадью (нерабочая)
- скалодром
- кафе под открытым небом, шашлычные
- в зимнее время года (традиционно с декабря по март — при установлении постоянного снежного покрова) работает лыжная база, горный спуск
- ботанический сад им. И. И. Спрыгина — питомник экзотических растений

#### Постройки и аттракционы

##### Летний театр
В спектаклях, поставленных на сцене Летнего театра, в 1897 г., уже будучи студентом Московского университета, во время летних каникул играл В. Э. Мейерхольд.
В мае 1912 г. открылся новый деревянный Летний театр, выстроенный под руководством инженера-архитектора А. Е. Яковлева. На сцене Летнего театра в разные годы выступали известные мастера искусств: О. Б. Лепешинская, М. Д. Михайлов, Д. Ф. Ойстрах, А. Я. Покрасс, Н. Н. Мосальская, С. И. Танеев, Р. М. Глиэр, М. Н. Бернес, Л. П. Замойский, И. Л. Андроников, П. Л. Проскурин, С. В. Михалков, Ю. В. Бондарев, В. Г. Распутин и другие.
В 1979 г. здание Летнего театра было капитально отремонтировано и использовалось до 1998 г., в основном для выступлений самодеятельных коллективов, неизменно пользовавшихся большой популярностью у посетителей парка. В 1999 г. по требованию государственного пожарного надзора здание выведено из эксплуатации, а 16 октября 2002 г. сгорело по неизвестной причине.

##### Планетарий
В 1928 году в парке была построена и открыта Народная обсерватория имени И. Н. Ульянова. Здесь велись регулярные метеорологические и астрономические наблюдения, а в 1954 году на базе обсерватории был создан Пензенский планетарий. 
Планетарий, помимо звёздного зала, оснащённого аппаратом планетарий народного предприятия «Карл Цейс», располагал богатой коллекцией экспонатов, рассказывающих о строении и геологической истории Земли, устройстве Солнечной системы и Вселенной, истории изучения космоса, становлении и развитии космонавтики. К началу XXI в. это был, вероятно, единственный планетарий в стране, а, возможно, и в мире, располагавшийся в деревянном здании оригинальной архитектуры.
Ввиду полного обветшания деревянного здания планетарий закрыт и выведен из эксплуатации в 2014 г. в ожидании выделения средств на реконструкцию. Предполагается полностью обновить строительную часть здания с сохранением его архитектурного облика.
12 июля 2021 года здание было снесено бульдозерами. По состоянию на май 2022 на месте исторического здания строится его реплика - возведены основные стены и перекрытия, при этом зал с большим куполом стоится не из древесного материала, что уже лишает возводимое сооружение статуса «единственного деревянного планетария в Европе».

##### Тропа здоровья
Решением Пензенского горисполкома № 27-35 от 25.11.1975 «О дальнейшем развитии и повышении уровня благоустройства парка культуры и отдыха им. В. Г. Белинского» было предусмотрено устройство в парке туристической тропы для активного отдыха. Основной объём работ по благоустройству тропы (сооружение спортивных площадок, малых архитектурных форм для декорирования трассы и т.п.), был завершён в августе 1981 г. Туристическая тропа (терренкур) получила название «Тропа здоровья» и сделалась у горожан чрезвычайно популярным местом для пеших прогулок и занятий оздоровительным бегом.

##### Олимпийская аллея
Аллея в створе ул. Лермонтова, названная Олимпийской в честь Олимпиады-80 в Москве, была проложена и благоустроена в 1981 г. Вдоль трассы Олимпийской аллеи было устроено несколько площадок со спортивными снарядами и сооружениями.

##### Каскад прудов
В 1951 г. в парке, у западной его границы с территорией Ленинского мехлесхоза, был устроен пруд, позднее получивший название малого. В 1990 г. с устройством земляной, укреплённой железобетонными плитами, плотины, образовался большой пруд, также расположенный у западной границы парка, выше малого пруда.

## Галерея

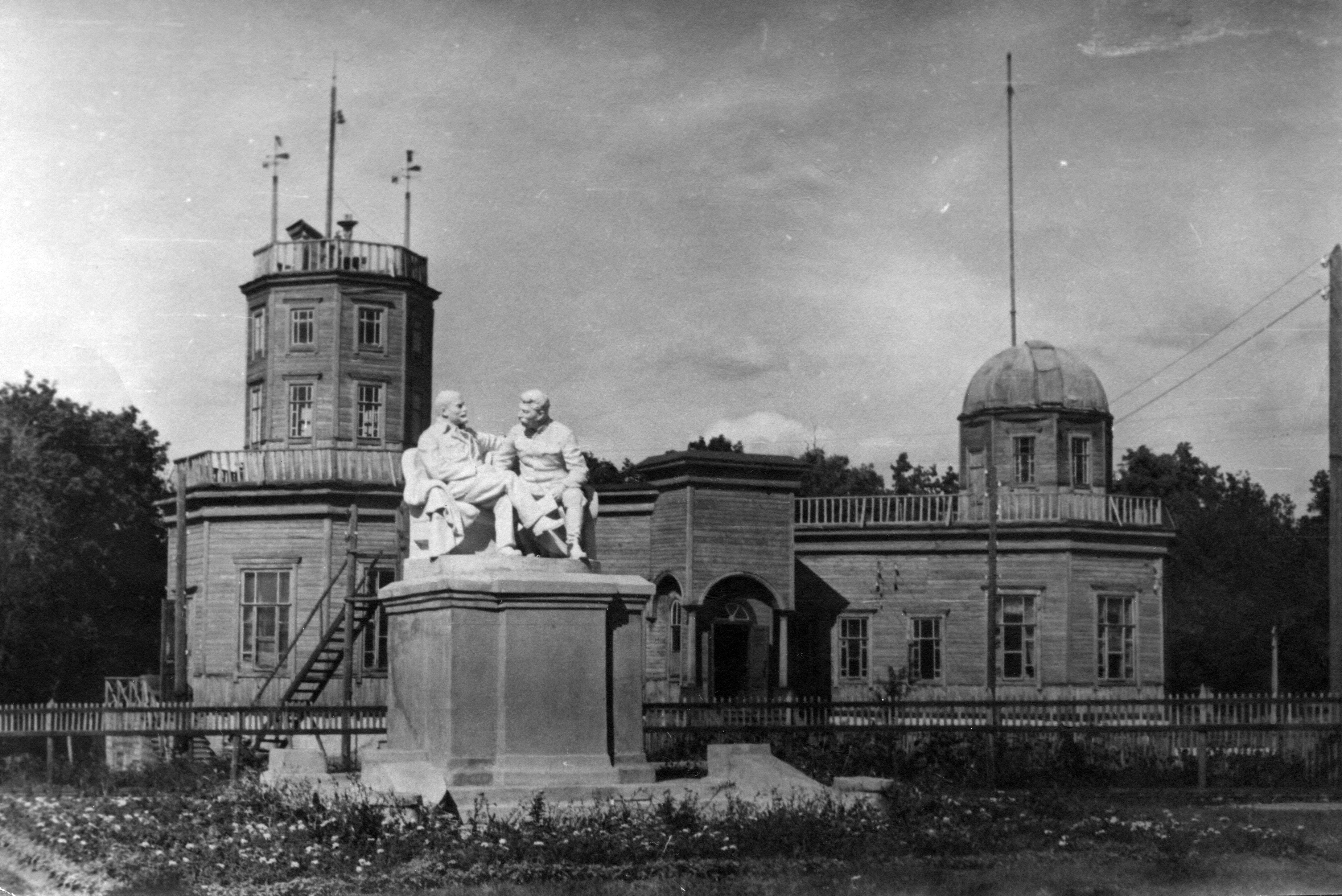
Планетарий в 1956 году
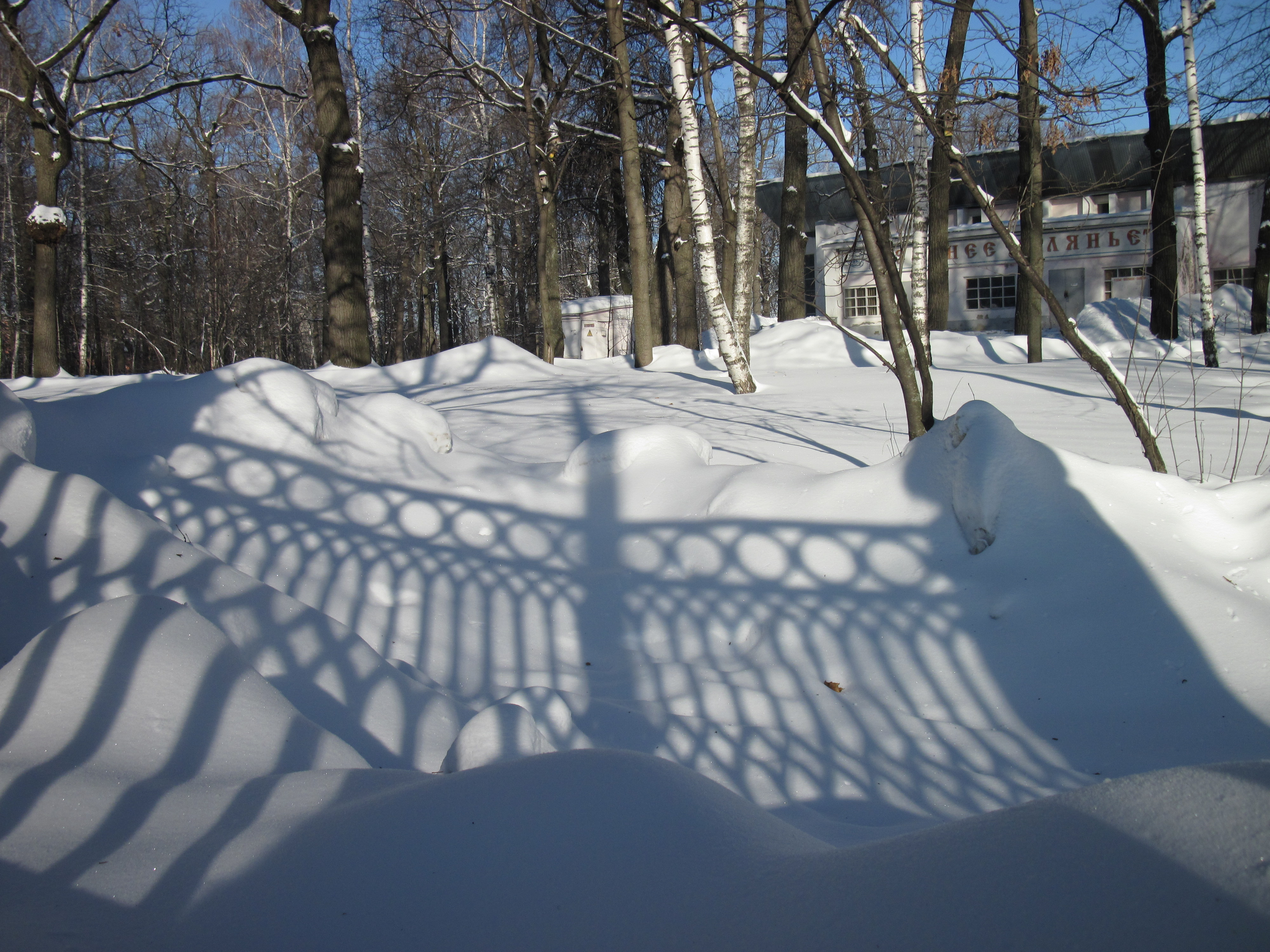
За оградой — «Верхнее гуляние»
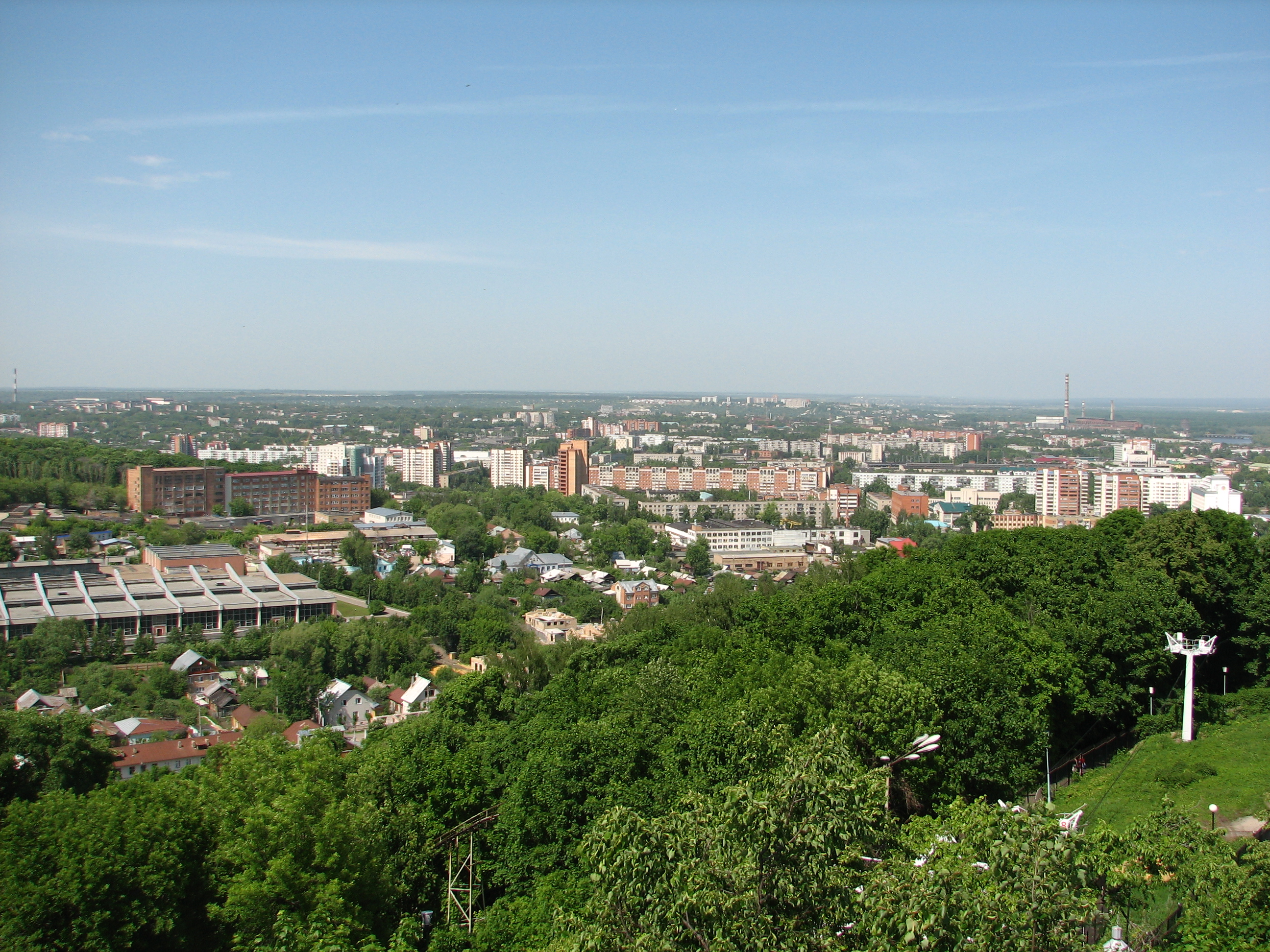
Вид Пензы с колеса обозрения
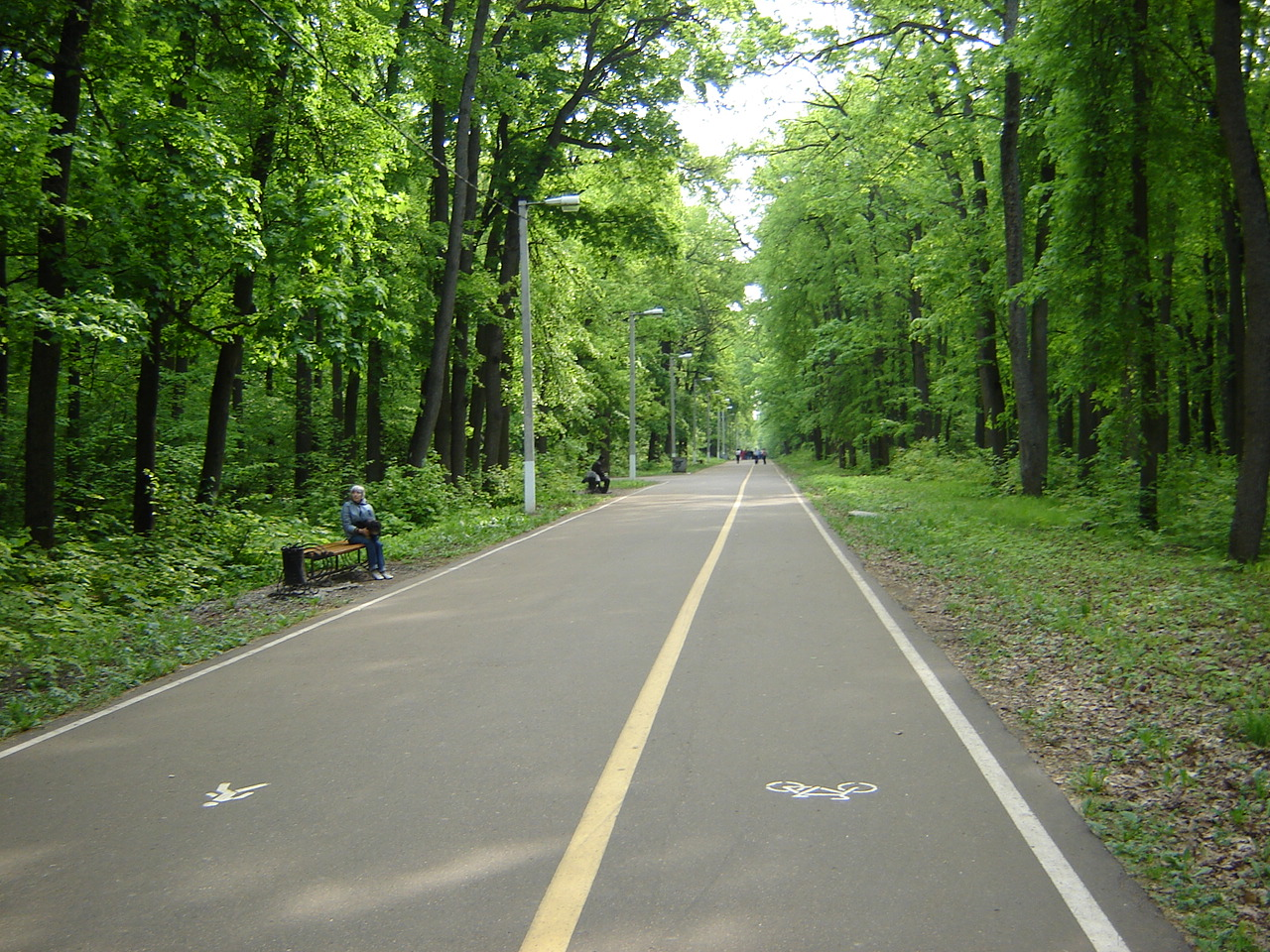
Олимпийская аллея в Парке имени Белинского

## Интересные факты
- На территории парка находятся не только зона развлечений, но и учебные корпуса педагогического института имени В. Г. Белинского (ПГУ).
- Помимо основной территории, примыкающей к нечётной стороне ул. Лермонтова (быв. Садовой), территория парка включает в себя обширный лесопарковый массив между ул. Лермонтова и Окружной, а также к востоку от ул. Окружной. Вплоть до начала XXI в. этот лесной массив считался заповедной зоной, любое строительство, не связанное с развитием рекреационной зоны парка, тогда было здесь запрещено.
- В Пензе издаётся журнал вольнодумства «Парк Белинского».